# Dietrich Adam Heinrich von Bülow
Pour les articles homonymes, voir von Bülow.
Dietrich Adam Heinrich von Bülow (Henri Bülow), né en 1757 et décédé en 1807, est un écrivain allemand. 
Frère de Friedrich Wilhelm von Bülow, il a écrit des ouvrages de tactiques militaires au début du XIXe siècle qui eurent du succès, notamment une Histoire de la campagne de 1805 où il critiquait les opérations du gouvernement prussien. Incarcéré pour ce fait, il mourut en prison. Il était grand partisan de Emanuel Swedenborg.